# Joe Valachi
Joe „Cago“ Valachi (22. září 1904, Brooklyn – 3. dubna 1971, El Paso) byl člen newyorského podsvětí, který v roce 1963 veřejně promluvil o existenci a praktikách mafie. Popsal její strukturu a označil některé její čelné představitele. Obrovský rozsah a organizovanost mafie byla až do té doby věcí spekulace.

## Mládí
Narodil se v roce 1904 v New Yorku jako Joseph Michael Valachi. Jeho rodiče, neapolští imigranti Marie a Dominik, měli celkem 17 dětí, z nichž pouze šest přežilo.
V 15 letech opustil školu a začal pracovat se svým otcem na skládce odpadků. V 18 byl již členem gangu, který se specializoval na krádeže a loupeže. 26. října 1923 byl poslán na 9 měsíců do vězení a po propuštění si vytvořil vlastní gang.
Tři roky od dubna 1925 do června 1928 strávil opět ve vězení, kde navázal důležité kontakty. V roce 1929 se seznámil se Salvatorem Maranzanou a přičlenil se do jeho organizace. Jeho přezdívka byla Joe Cago, původně Cargo. Podle hierarchie americké mafie měl nižší hodnost jako voják (soldier). Pro Maranzana pracoval až do jeho smrti v roce 1931.
Mezi jeho aktivity patřilo vydírání, loupeže, lichva, vraždy na objednávku a obchod s drogami. Pracoval také jako řidič a pořídil si výherní automaty.
V únoru roku 1930 byl zastřelen Tom Reina, který kontroloval podsvětí v Bronxu. Vrahem byl pravděpodobně Vito Genovese. V roce 1931 začal pro Vita Genovese pracovat. Seznámil se také s dcerou zavražděného Toma Reiny, Mildred. 18. září 1932 se s dvaadvacetiletou Mildred Reinovou oženil. Narodil se jim syn Donald.
V polovině 50. let byl několikrát souzen kvůli obchodování s drogami. Delší dobu za mřížemi však v té době nestrávil.

## Vězení
V roce 1959 byl odsouzen za obchod s heroinem, a to k 15 letům vězení. Byl poslán do věznice v Atlantě, kde se setkal s Vitem Genovesem, odsouzeným za stejný delikt (Genovese byl později převezen do věznice ve Springfieldu ve státě Missouri, kde roku 1969 zemřel).
V únoru roku 1962 byl odsouzen za jiný drogový delikt ke 20 letům vězení.
Ve vězení se obával o svůj život, tvrdil, že ho Genovese chce zabít, protože považuje Valachiho za informátora. Několikrát odmítl jídlo ze strachu před otravou.
22. června 1962 napadl kovovou tyčí svého spoluvězně Johna Josepha Sauppa, o kterém si myslel, že ho přišel zabít. Dva dny poté Saupp zemřel. Jednalo se o omyl, Valachi si Sauppa spletl s Joe Beckem (Joe DiPalermem).
V roce 1963 proběhl kvůli zabití Sauppa soud a on byl odsouzen k trestu smrti. V červenci roku 1963 se proto rozhodl spolupracovat s policií výměnou za nižší trest.

## Svědectví
O tajné zločinecké organizaci se mluvilo už na přelomu 19. a 20. století. Výpovědím a článkům na toto téma však nebyla přisuzována velká váha. Na zločin se pohlíželo jako na činnost jednotlivců nebo malých skupin, které si navzájem konkurovaly, nikoliv jako na velkou organizovanou zločineckou síť. Fakt, že se o mafii nemluvilo, měla na svědomí i samotná podstata mafie, a sice propojení zločinu se státem – policie, politici a soudci byli mafií placení nebo vydíraní. Až do roku 1963 tvrdil šéf FBI J. Edgar Hoover, že mafie ani organizovaný zločin neexistuje.
9. září 1963 vystoupil se svým svědectvím před americkým kongresem. Výslech, který trval několik dní a přenášela jej televize i rozhlas, vedl demokratický senátor John L. McClellan.
Detailně popsal strukturu mafie, její praktiky, rituály, zákony (např. zákon vendetty nebo zákon omerty, který tímto porušil), pojmenoval klíčové osoby a veřejně tak přiznal obrovský rozsah působnosti, který mafie měla. Italsko-americkou mafii nazýval Cosa Nostra (Naše věc). Připustil, že se zapletl do desítek vražd.
Jeho svědectví přímo nevedlo ke stíhání žádného mafiánského bosse, avšak díky informacím, které poskytl, dosáhla policie v následujících letech výrazně vyšší úspěšnost při objasňování zločinů.
Přesto měla jeho výpověď trhliny – Joe Valachi měl v organizaci pouze hodnost vojáka a k některým informacím se vůbec nedostal. Jeho výpověď proto obsahovala nepřesnosti i faktické chyby.
Po svědectví byl převezen do vězení ve Washingtonu. Tam začal psát své paměti, které chtěl vydat. V roce 1966, kdy se schylovalo k vydání knihy, se na veřejnosti začaly objevovat hlasy proti publikování knihy. Politický tlak a apely některých známých osobnosti (mezi nimi např. Frank Sinatra) vedly k zákazu vydání pamětí.
11. dubna 1966 se neúspěšně pokusil o sebevraždu – chtěl se oběsit ve sprše.
Nakonec došlo ve věci memoárů k dohodě – byl vybrán novinář Peter Maas, který měl knihu napsat a použít jeho vlastních paměti pouze jako zdroj. V roce 1968 byla kniha publikována pod názvem The Valachi Papers, v roce 1987 byla pod názvem Valachiho svědectví vydána i v češtině v překladu Jana Zelinky nakladatelství Svoboda v nákladu 95 000 výtisků. Podle knihy natočil Terence Young v roce 1972 film s Charlesem Bronsonem a Lino Venturou, do českých kin uvedený pod názvem Valachiho svědectví.
Poté byl několikrát převezen do jiného vězení, až skončil ve věznici v Texasu.

## Smrt
Koncem 60. let už měl podlomené zdraví. Měl problémy se záněty kloubů, žlučníkem a rakovinou prostaty.
3. dubna 1971 zemřel v texaské věznici na infarkt.